# Sophia Pompéry
Sophia Pompéry (* 1984 in Berlin) ist eine deutsch-ungarische bildende Künstlerin. Sie lebt und arbeitet in Berlin.

## Leben
Sophia Pompéry studierte Freie Kunst und Bildhauerei an der Kunsthochschule Berlin-Weißensee, unter anderem bei Karin Sander und Eran Schaerf sowie bei Antje Majewski. Von 2009 bis 2010 war sie Teilnehmerin des Instituts für Raumexperimente der Universität der Künste Berlin bei Olafur Eliasson. Stipendien führten sie nach Istanbul (DAAD), Sankt-Petersburg, an das Museum Kunst der Westküste, nach Föhr und an die Villa Serpentara bei Rom. Sie wurde unter anderem mit dem Mart Stam-Preis, dem Jaqueline-Diffring-Prize und dem Arbeitsstipendium der Stiftung Kunstfonds Bonn ausgezeichnet.
Ihre Arbeiten waren im National Museum of Women in the Arts Washington, im Arter Istanbul, im Stedelijk Museum’s-Hertogenbosch, in der Kunsthalle Nürnberg, im Haus der Kunst in München, an der Neuen Nationalgalerie, am Hamburger Bahnhof Museum für Gegenwart und in der Akademie der Künste Berlin zu sehen.
Zwischen 2017 und 2024 leitete sie das seeup-Programm für Kunst und Entrepreneurship an der Kunsthochschule Berlin-Weißensee. 2024/25 hatte sie eine Vertretungsprofessur für „Raum, Körper, Objekt“ an der HSBI Bielefeld inne. Zudem hielt sie Vorlesungen an der Hochschule der Bildenden Künste Saar.

## Werk
In ihrer künstlerischen Arbeit beschäftigt sich Pompéry mit der Verknüpfung digitaler Mittel und der analogen künstlerischen Praxis, wobei Fotos, Objekte und Installationen entstehen. Sophia Pompéry: „Als Künstlerin transformiere ich an der Schnittstelle von Kunst, Physik und Philosophie bekannt Geglaubtes, z. B. Alltagsgegenstände und Messinstrumente, in Parabeln.“ In ihrer Arbeit setzt sie sich auch mit Umwelteinflüssen und dem Klimawandel und dem Kräfteverhältnis zwischen physikalischen Gesetzen, Mensch und Umwelt auseinander.

## Einzelausstellungen (Auswahl)
- 2013: ATÖLYE, Nassauischer Kunstverein, Wiesbaden
- 2013: Plumb Bob, Kabinett, Hannover
- 2013: Cheater’s Charm, NUN, Berlin
- 2013: No-Things, ou la vie silencieuse des choses, Galérie Dix9, Paris
- 2015: Der Raum der Worte ist nicht der Raum der Bilder (mit Tim Plamper), Galerie Wagner+Partner, Berlin
- 2016: Line and Dot (mit Tobias Roth), Maniére Noire, Berlin
- 2016: Ausufernde Blickfelder (mit Anna Hentschel), public space Spreeufer, Berlin
- 2017: Der Schein der Dinge, Staatliche Kunsthalle Baden-Baden[11]
- 2018: The Politics of Dancing, Vitamin, Reutlingen
- 2019: Luv und Lee, in Kooperation mit Lena von Goedeke, Kunstverein Osnabrück
- 2019: Im Kreuzgang, Diozösanmuseum Osnabrück
- 2019: Ground Control, Kanalidarte Gallery, Brescia
- 2020: There and Back, Pompéry / Pelosi / Berges Stipendiatenpräsentation, Villa Serpentara, Olevano
- 2021: Große Beiläufigkeit - Ein Experiment für Flanerie, Draussenstadt, Berlin
- 2022: Lapsus, Galeria Sztuki Wozownia, Torun (Polen)
- 2023: I can see a real future for us, with Iva Curic, VN Gallery, Zagreb